# Курода Чіка
Чіка Курода (нар. 24 березня 1884, Мацубарі, Сага, Японія — пом.8 листопада 1968, Фукуока, Японія) — японський хімік. Перша жінка, яка отримала ступінь бакалавра в Японії (1916), перша жінка в Японії, яка здобула місце в кафедрі хімії Японського університету Тохоку Імператорського університету, перша жінка, що подала документ до Хімічного товариства Японії (1918), та друга жінка в Японії, що здобула докторський ступінь (1929);
Вивчала природні пігменти з Маджіма Тошіюкі; була доцентом у Тохоку (1916–18); вчилася разом з В. Є. Перкіним в Оксфордському університеті (1921–23);
Працювала науковим співробітником Інституту фізико-хімічних досліджень (RIKEN, 1924–49).
Професором (1949–52), почесним професором (з 1952) та за сумісництвом викладачем (1952–63) в жіночому університеті «Оханомізу». Вивчала пігмент шкіри цибулі, що призвело до створення препарату Керухін С від підвищеного артеріального тиску.

## Нагороди
Отримала премію «Махіма» (1936) «Хімічного товариство Японії», медаль із фіолетовою стрічкою (1959), орден «Дорогоцінна корона», «Метелик» (1965) та молодший третій клас суддівського звання (посмертно).